# Unreal Engine
Unreal Engine (UE) este un motor grafic de grafică pe calculator 3D dezvoltat de Epic Games, prezentat pentru prima oară în jocul video first-person shooter din 1998 Unreal. Dezvoltat inițial pentru jocuri first-person shooter pe PC, a fost ulterior folosit într-o varietate de genuri de jocuri și a fost adoptat de alte industrii, cel mai notabil industria de film și televiziune. Unreal Engine este scris în C++ și prezintă un grad înalt de portabilitate, suportând o gamă largă de platforme desktopuri, mobile, console și realitate virtuală.
Ultima generație, Unreal Engine 5, a fost lansată în aprilie 2022. Sursa sa de cod este disponibilă pe GitHub, iar utilizarea sa comercială este acordată pe baza unui model de redevențe, cu Epic percepând 5% din venituri de peste US $1 milion, care se renunță pentru jocurile publicate exclusiv pe Epic Games Store. Epic a încorporat caracteristici în motor de la companii achiziționate precum Quixel, care este văzut ca beneficiind de veniturile din Fortnite.
În 2014, Unreal Engine a fost numit "cel mai de succes motor de jocuri video" din lume de Guinness World Records.

## Legături externe
- Site web oficial